# Confederalismo democrático

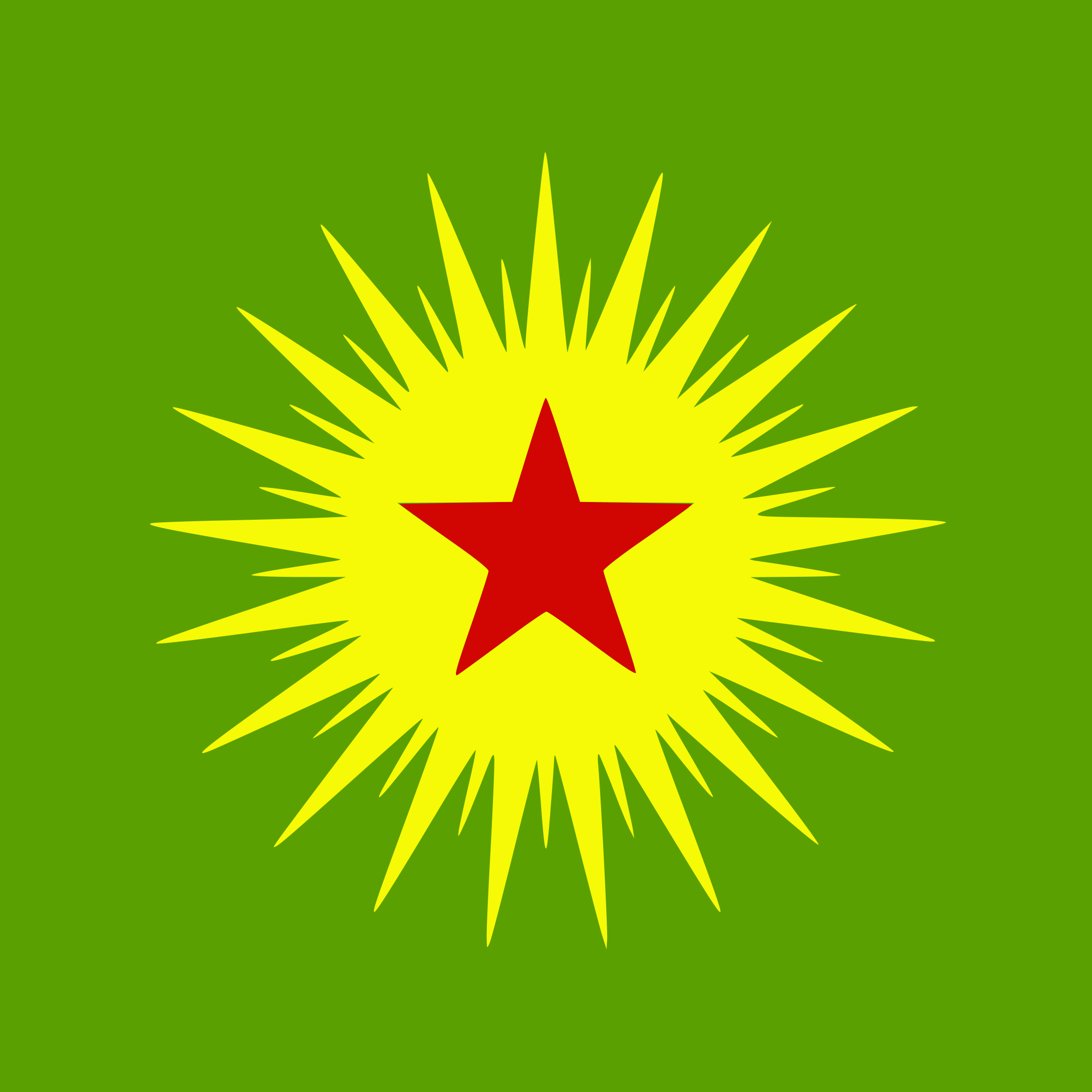
Bandera de Rojava para representar el Confederalismo. Bandera de la Unión de Comunidades del Kurdistán - Bandera del KCK, utilizada a menudo por los Confederalistas Democráticos.

El concepto del Confederalismo democrático, una variante del comunalismo de Murray Bookchin y de las reflexiones de Immanuel Wallerstein, se basa en una proclamación de Abdullah Öcalan, el 20 de marzo de 2005, y desde entonces funda la base ideológica del Partido de los Trabajadores de Kurdistán (PKK) y sus organizaciones afines. Actualmente es la forma de gobierno de «Rojava» (Kurdistán Occidental), formalmente denominada como Administración Autónoma del Norte y Este de Siria.

## Antecedentes históricos
El Tratado de Lausana en 1923 supuso la partición del territorio que comprendía la tierra de Kurdistán, hoy dividida entre los estados-nación de Turquía, Siria, Irán e Irak. Antes de la división formal del territorio, la región estaba formada por estructuras feudales caracterizadas por su multietnicidad. No obstante, fue con la proclamación de los estados-nación modernos y la época colonial que la configuración feudal fue remplazada por estados gobernados por una nueva burguesía capitalista. Así, la burguesía capitalista se hizo con el monopolio de la toma de decisión política y las estructuras del Estado. Además, el capitalismo fue súbitamente reconocido como un atributo inherente a los estados recién nacidos. De esta forma, para preservar su continuidad en el tiempo y asegurar su supervivencia, el estado-nación cimentó sus bases sobre la burguesía y el sistema económico capitalista reemplazando, de este modo, el vetusto orden feudal y las estructuras tribales. Esta nueva ideología reagrupó a todas las tribus y clanes bajo el paraguas de la nación sin considerar sus diferencias étnicas o religiosas. En consecuencia, se produjo una suerte de simbiosis entre el modelo de producción capitalista y el Estado-nación, acoplándose de tal manera que ninguno concebía su existencia sin la del otro. Igualmente, el Estado-nación, en su intento por legitimarse y homogeneizar la sociedad, lanzó una campaña de asimilación forzosa de las minorías, erradicando así todo tipo de diversidad.
Oponiéndose al modelo anteriormente descrito, el Confederalismo Democrático surgió con el objetivo de encontrar una vía de gobierno alternativa que fuese acorde con la realidad del pueblo kurdo. De esta forma, inspirándose en el ascenso y la universalización de los movimientos de descolonización, el Partido de los Trabajadores de Kurdistán adoptó en su seno la doctrina del Confederalismo Democrático. Fue a partir de la década de los 90 cuando, a fin de liberar y democratizar la sociedad kurda cuestionando y desafiando, paralelamente, el sistema capitalista moderno, el Partido de los Trabajadores comenzó a elaborar y desarrollar este modelo ideológico.

## Propuesta ideológica
Tal y como lo define Abdullah Öcalan, el Confederalismo Democrático es la expresión ética, política y administrativa de la sociedad —como estructura histórica y sociológica— en la que coexisten en armonía dialéctica diferentes identidades, facciones y grupos. Por tanto, lejos de plantear la articulación de una estructura confederal clásica que esté formada por Estados-nación, Öcalan viene a proponer la creación de una unidad confederal basada en estructuras sociales que dependan directamente de la ciudadanía y no de las élites estatales. El Confederalismo Democrático rechaza la creación de Estados-nación ya que entiende el Estado-nación como un esqueleto que ampara y salvaguarda los intereses de la clase gobernante y se olvida, por tanto, de las necesidades de la gente de a pie.
El Confederalismo acumula historia y experiencia. Por eso, este modelo es respetuoso con la memoria histórica y reconoce la existencia de clanes, tribus y comunidades que se han ido formando en el tiempo. Por eso, el Confederalismo Democrático se basa en un modelo de auto-administración para sus diferentes comunidades integrantes. De esta forma, el Confederalismo Democrático reconstruye a nivel paradigmático todas las esferas de la vida social en su intento por desarrollar una alternativa organizativa basada en los siguientes aspectos: la aceptación y potencialización de formaciones políticas que representen los diferentes intereses y puntos de vista a nivel social, su respeto por el multiculturalismo, su postura antimonopolista, su lucha ecologista y feminista y su estructura económica basada en la satisfacción de las necesidades fundamentales de la sociedad.

## Modelo organizativo
El modelo organizativo propuesto por el Confederalismo Democrático se centra en el proyecto de “modernidad democrática” en oposición a la modernidad capitalista. Así, contrario al centralismo y las estructuras políticas del Estado-nación, el Confederalismo Democrático propone un modelo de autogobierno. La meta no es el establecimiento eventual de un Estado-nación kurdo. Por contra, la doctrina del Confederalismo Democrático tiene como objetivo establecer estructuras federales en Irán, Turquía, Siria e Irak que formen, a su vez, una confederación paraguas para las cuatro partes de Kurdistán.
El movimiento de liberación kurdo propuesto por el Partido de los Trabajadores de Kurdistán procura un sistema de autoorganización democrática en forma de confederación. De esta forma, un sistema de autogestión federal sería el caldo de cultivo ideal para que toda minoría étnica, grupo confesional, colectivo específico de género… pudiese organizarse de forma autónoma. A fin de cuentas, el Confederalismo Democrático se enmarca dentro de un proyecto social que busca la soberanía – social, económica y política – de todas las partes integrantes de su sociedad. Por eso es necesaria la puesta en marcha de instituciones que doten a la ciudadanía de herramientas que hagan posible el autogobierno democrático y la autonomía interna. Indudablemente, el éxito y buen hacer este proyecto político tiene como condición ineludible la intervención directa del soberano: el pueblo. Por eso mismo, la ciudadanía debe estar directamente involucrada e implicada en el proceso de toma de decisiones de la sociedad.

### Pilares constitutivos

#### Autogobierno
En oposición al modelo estatista, el Confederalismo Democrático propone un tipo de administración política no estatal, es decir, una democracia sin Estado. El Confederalismo Democrático se sostiene gracias a la participación voluntaria de la ciudadanía en elecciones directas, en una suerte de democracia participativa. Para ello, se promueve la creación de grupos a nivel local, central y regional que se encarguen de manejar las situaciones específicas que atañen a cada territorio para así desarrollar soluciones concretas y precisas. En su intento por funcionar, este modelo abre el espacio político a todas las capas y estratos de la sociedad a la vez que promueve la formación de grupos políticos heterogéneos. 
El objetivo del sistema de autoadministración o autogobierno no es otro que el de garantizar el establecimiento de un nivel operacional para que todos los actores sociales y grupos políticos puedan expresarse directamente y tomar parte en los procesos de toma de decisiones locales. Por tanto, la participación está en la base del Confederalismo Democrático y los procesos de toma de decisiones yacen en la comunidad. Los niveles superiores solo sirven para coordinar y hacer cumplir la voluntad de las comunidades que envían sus representantes a las asambleas y juntas. El poder último de toma de decisiones recae en las organizaciones locales de base. El Confederalismo Democrático, a fin de cuentas, pretende dar expresión a las necesidades sociales a través del fortalecimiento estructural de la autonomía de los actores sociales. Por eso, la toma de decisiones se lleva a cabo a nivel comunitario y la jerarquía es plana y horizontal. Este modelo es adecuado para la construcción de estructuras federales administrativas en toda la región de población kurda en Siria, Turquía, Irak e Irán, sin que esto signifique poner en cuestión las fronteras políticas ya existentes.

#### Liberación de la mujer
La liberación de la mujer es el punto de arranque hacia el afianzamiento del Confederalismo Democrático. La democratización de la política y la puesta en marcha de un sistema autogestionado hace ineludible la inclusión de las mujeres en el sistema como sujetos con capacidad de decisión.
Si bien para la modernidad capitalista y para los Estados-nación “mujer” y “poder” son conceptos diametralmente opuestos o antagónicos, el Confederalismo Democrático, por el contrario, preconiza la integración de los derechos de la mujer para la buena práctica del sistema.  Por eso, los derechos y libertades de la mujer constituyen una parte estratégica de la lucha por la democracia en el Kurdistán. La nación democrática aplica el principio de “si las mujeres no son libres, la sociedad no puede ser libre” en su búsqueda de una solución.

#### Ecologismo
El Confederalismo Democrático está comprometido con construir un modelo de sociedad ecológica que haga frente a la codiciosa destrucción ambiental del sistema capitalista. Se debe dar importancia a la protección de los ecosistemas en el proceso de cambio social.

## Proyección internacional del Confederalismo Democrático
Aunque en el Confederalismo Democrático el foco está puesto en el nivel local, se concibe también la proyección de la doctrina a nivel global.
A este respecto, el Confederalismo Democrático busca el establecimiento de una plataforma de sociedades civiles nacionales a modo de asamblea confederada que se contraponga a la Organización de las Naciones Unidas (ONU) como liga de Estados-nación bajo la tutela y liderazgo de los superpoderes. De esta forma, las confederaciones democráticas no están limitadas a organizarse dentro de un territorio particular. Pueden pasar a ser confederaciones transfronterizas cuando las sociedades que abarcan así lo quieran. El Confederalismo Democrático cuenta con una gran capacidad de expansión a los países vecinos. De esta forma, es fundamental persuadir a las naciones colindantes del potencial transformador del Confederalismo Democrático en lo relativo al destino de Oriente Medio. La libertad del pueblo kurdo y la democratización de su sociedad es sinónimo de libertad de toda la región y sus pueblos.